# Tekken 3

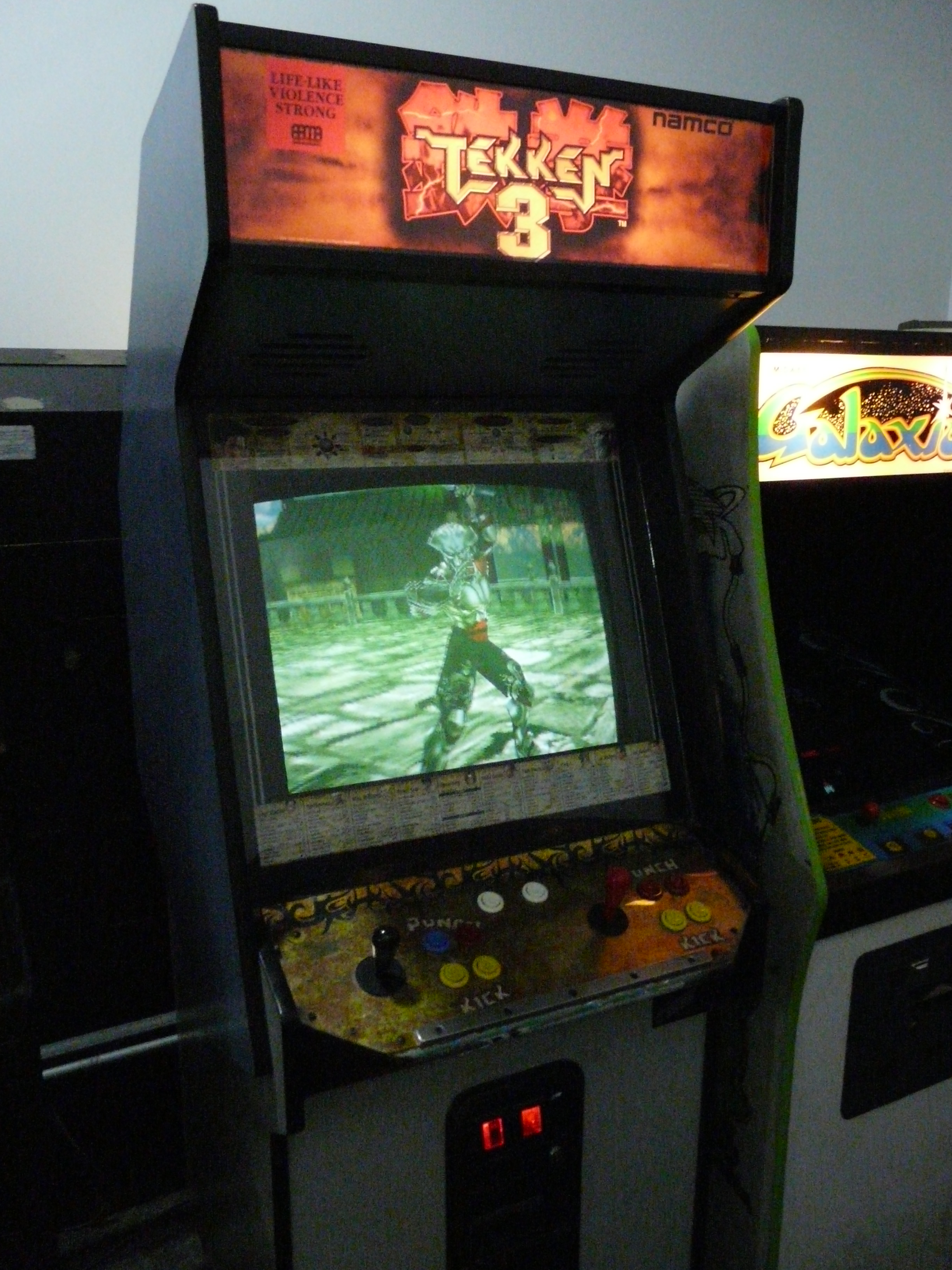
Una cabina de Tekken 3.

Tekken 3 (鉄拳3) es la tercera entrega de Tekken, la popular serie de juegos de lucha. Fue el primer juego lanzado en el hardware del System 12 de Namco en 1997 (una mejora a los dos juegos originales de Tekken, que utilizaron el System 11), aparte de ser la última entrega de Tekken para PlayStation. Fue lanzado para PlayStation en 1998 y en 2005 para PlayStation 2 como parte del Modo Historia del Arcade de Tekken 5.

## Argumento del juego
Durante los sucesos de Tekken 2 (20 años atrás en la secuencia cronológica de la saga), Jun Kazama se da cuenta del mal interior que habita en Kazuya Mishima. Sumido en una batalla interior entre su Gen Diabólico y su «lado bueno» despertado por el amor que siente por Jun, Kazuya es derrotado por su padre, Heihachi Mishima, que recupera el control de la Mishima Zaibatsu y arroja a su hijo a un volcán para deshacerse de él.
Jun, embarazada de Kazuya, es atacada por el espíritu del Gen Diabólico de Kazuya, que pretende apoderarse del niño que está en su vientre. Jun consigue derrotar al espíritu demoníaco y se retira a los bosques de Yakushima, donde cría ella sola a su hijo, Jin Kazama.
15 años después del II Torneo del Rey del Puño de Acero, Heihachi se halla inmerso en su sempiterna búsqueda de obtener mayor poder. A sus oídos llegan rumores de una misteriosa fuerza que habita en unas antiguas ruinas de Mesoamérica. Heihachi envía a la Fuerza Tekken, las fuerzas militares de la Mishima Zaibatsu, para que investiguen las ruinas y descubran qué poder se oculta allí. Sin embargo, pierden contacto con las tropas después de un mensaje de radio: «... todos están muertos... Ogre...» El propio Heihachi llega a la excavación, encontrándose un montón de cadáveres, pero dándose cuenta de que la forma de vida allí encontrada podría ser la solución a sus aspiraciones de obtener el poder supremo.
Poco después, ante Heihachi se presenta un joven adolescente que afirma ser el hijo de Kazuya Mishima: Jin Kazama, su nieto. Jin revela que una misteriosa criatura les atacó a él y a su madre mientras estaban en Yakushima. Jun, consciente de que ese sería su final, le pide a Jin que si algo le sucediera buscara a su abuelo, Heihachi Mishima. Jin trató de pelear contra la criatura, pero esta era demasiado poderosa y le dejó inconsciente; cuando se despertó, no había rastro ni de la criatura ni de su madre. Heihachi intuyó que esta criatura era Ogre y comenzó a darse cuenta de que su nieto podría servir de cebo para atraerla. Heihachi se encargó de cuidar y entrenar a su nieto con el objetivo de que en futuro se enfrentara a Ogre.
Mientras tanto, en el resto del mundo, los artistas marciales más destacados comenzaron a desaparecer, siendo obra de Ogre, el cual se dedicaba a absorber las capacidades de los mejores artistas marciales del mundo. Heihachi, al darse cuenta de las intenciones de la criatura, decide convocar un nuevo Torneo del Rey del Puño de Acero. Cuatro años después de la resurrección de Ogre, las cortinas se levantan para celebrar el nuevo torneo. 

### Final canónico
El torneo avanza y Jin Kazama consigue llegar a las finales tras derrotar a su propio abuelo, Heihachi Mishima. Paul Phoenix, que también había conseguido llegar a la final, se enfrenta a Ogre, derrotándolo. Sin embargo, puesto que no se enfrentó a Jin, no fue declarado como campeón.
En el escenario final, Jin se encuentra cara a cara con el asesino de su madre. Ogre revela entonces su auténtico poder, transformándose en su versión final (denominada en el juego como «True Ogre»). Jin derrota a Ogre, el cual se desvanece. En ese momento, Heihachi llega al escenario de batalla con su Fuerza Tekken, pues su verdadero objetivo era hacerse con el poder de Ogre. Al darse cuenta de lo que ha ocurrido, le ordena a sus hombres que disparen a Jin, dándole él mismo el golpe de gracia con un disparo en la cabeza. Cuando se disponía a marcharse, Jin despierta su Gen Diabólico, lanzando a Heihachi contra un muro y marchándose volando, completamente ileso.
Jin es declarado como vencedor del III Torneo del Rey del Puño de Acero, pero debido a que no reclama el mando de la Mishima Zaibatsu, Heihachi permanecerá a su mando en los sucesos de Tekken 4.

## Modo de Juego
Tekken 3 mantiene el mismo sistema básico de lucha que sus predecesores, pero trae mejoras, significativamente más en los gráficos detallados y la animación, 15 nuevos personajes agregados a la lista del juego, y una jugabilidad más rápida y fluida. Quizás el cambio más notable en Tekken 3 es estar evadiendo, permitiendo que los combatientes caminen “en” o “fuera” del fondo, mientras que el elemento de fondo había sido en gran parte insignificante en los juegos anteriores de Tekken. Otra característica agregada para aprovechar más completamente el espacio 3D fue habilitar el inicio de impulsar y correr en 8 direcciones, aumentando la movilidad de los combatientes. El motor mejorado permitió recuperaciones rápidas de precipitaciones, más escapes de tacleadas y aturdimientos, y los saques de combo creados recientemente.
Tekken 3 fue el primer Tekken en ofrecer un minijuego de batidas llamado Tekken Force. Este minijuego situaba al jugador en varias etapas contra enemigos en una manera de movimiento lateral en sentido vertical. Esto fue continuada en Tekken 4 y sucedido con éxito por el “Devil Within”, minijuego en Tekken 5. Hay también un minijuego llamado Tekken Ball, similar al voleibol playero, donde uno tiene que “cargar” a una bola (golpear la bola con un ataque poderoso) para lastimar al oponente.

## Personajes

### Personajes que vuelven
| - 01 Anna Williams - 02 Heihachi Mishima - 03 Lei Wulong - 04 Nina Williams - 05 Paul Phoenix - 06 Yoshimitsu |

### Nuevos personajes
| - 07 Bryan Fury - 08 Doctor Geppetto Bosconovitch - 09 Eddy Gordo - 10 Forest Law - 11 Gon - 12 Gun Jack - 13 Hwoarang - 14 Jin Kazama - 15 Julia Chang - 16 King II - 17 Kuma II - 18 Ling Xiaoyu - 19 Mokujin - 20 Ogre - 21 Panda - 22 True Ogre - 23 Tiger Jackson |

## Escenarios
- Tiger Dojo Tokyo = Jin Kazama

- Carnival = Ling Xiaoyu

- Taekwondo Dojo = Hwoarang

- Grassy Land = Eddy Gordo/Tiger Jackson

- Martial Arts Dojo = Forest Law/Kuma II/Panda

- Punk Alley	= Paul Phoenix/Bryan Fury

- Hong Kong Street = Lei Wulong

- Skyring = King II

- Laboratory Courtyard = Nina Williams/Anna Williams/Gun Jack

- Forest = Mokujin/Yoshimitsu

- Mexican Temple = Heihachi Mishima/Julia Chang

- Ogre's Temple = Ogre/True Ogre

- Junky Mansion = Doctor Geppetto Bosconovitch

- Beach Island = Gon

- High School = Jin Kazama (alternativo)/Ling Xiaoyu (alternativa)

## Recepción
Según Metacritic, Tekken 3 tiene un puntaje de 96 sobre 100, lo que indica la aclamación universal, y ocupa el puesto número 2 en su lista de los mejores videojuegos de la PlayStation. A partir de abril del año 2011, el juego aparece como el duodécimo mejor clasificado de todos los tiempos en el sitio de recopilación de reseñas GameRankings con una tasa promedio de 96%.
Tekken 3 se convirtió en el primer juego en tres años que pudo recibir un 10 de un revisor de Electronic Gaming Monthly, con tres de los cuatro revisores lo que le da la mayor puntuación posible (Tekken 3 fue el primer juego en anotar un 10 en EGM, en su opinión revisada escala en que un juego ya no necesitaba ser "perfecto" para recibir un 10, el último juego en recibir un 10 de la revista fue Sonic & Knuckles); el único que se resistió fue el enigmático gurú de la revista, Sushi-X, quien dijo que "ningún juego que recompense a los novatos por abotonar botones nunca será lo mejor en mi libro", dando al juego un 9 de 10. En GameSpot Jeff Gerstmann le dio al juego un 9.9 sobre 10, diciendo "No hay mucho entre Tekken 3 y un puntaje perfecto de 10. Si los personajes exclusivos de PlayStation fueron mejores y el modo Tekken Force un poco más cautivador, podría haberse acercado a un puntaje perfecto". También elogió los efectos de sonido, la música y los gráficos.
Según PlayStation: la revista oficial, en el año 2009, Tekken 3 "todavía es ampliamente considerado como uno de los mejores juegos de lucha de todos los tiempos". En septiembre de 2004, para el décimo aniversario de la marca PlayStation, ocupó el puesto 10 en la lista de la revista "Final PlayStation Top 10". También fue el número 177 en Game Informer 'Estuvo en el Top 200 de los videojuegos de todos los tiempos en el año 2009.
En 2011, Complex lo clasificó como el cuarto mejor juego de lucha de todos los tiempos. Complex también clasificó a Tekken 3 como el noveno mejor videojuego arcade de la década de 1990, comentando que "este juego de pelea ahora clásico sirvió como un limpiador de paleta de bienvenida de la dicotomía Mortal Kombat/Street Fighter que dominó las salas recreativas en la década de los 90". Complex también clasificó a Tekken 3 como el octavo mejor videojuego de la PlayStation 1, comentando: "Cuando Tekken 3 finalmente se mudó de nuestra sala de juegos local a nuestra sala de estar, sabíamos que nada volvería a ser lo mismo. Con una variedad de ataques y combos para aprender, junto con buenos controles, gráficos y sonido, Tekken 3 fue mucho más pulido y liso que sus predecesores".
WhatCulture clasificó a Tekken 3 como el "mejor videojuego de los 90", comentando que "por la jugabilidad minuto a minuto de Tekken 3, con cada parte de ella contribuyendo a que sea el paquete completo, simplemente no hay nada mejor". WhatCulture también clasificó a Tekken 3 como el "16º mejor videojuego de la PlayStation", comentando que "Tekken fue la primera palabra que se te vino a la mente cuando pensaste en el género, y aunque la primera y segunda iteraciones tenían dentro de ellas la mayoría de características de los motores de juegos revolucionarios y táctiles vistos hasta la fecha, fue el 3 el que se voló la barda". WhatCulture también clasificó Tekken 3 como el "videojuego de mayor éxito" de todos los tiempos", comentando: "Si bien toda la serie de Tekken ha sido extremadamente exitosa, Tekken 3 es ampliamente considerado el mejor de todos y es posiblemente el mejor juego de lucha de todos los tiempos". WhatCulture también incluyó Tekken 3 entre los diez videojuegos de "PlayStation que debes jugar antes de morir", añadiendo "Clasificado como uno de los mejores videojuegos de los años 90, la segunda secuela de Tekken, ha emparejado todos los latidos de sus predecesores, como estaba buscando - y luego los superaron en todos los aspectos". El sitio web también colocó a Tekken 3 en el segundo lugar en su artículo de "lista de los 10 mejores juegos de lucha de todos los tiempos", y agregó: "Es una verdadera alegría explorar cada personaje y descubrir sus estilos únicos de juego". y concluyó: "Es un logro que la serie nunca volvería a igualar". También nombraron a Tekken 3 como uno de los "25 juegos de PlayStation que debes jugar antes de los 25", comentando "Realmente no ha envejecido ni un día, incluso los gráficos son entrañables, más que nada desagradable" y los modos laterales de Tekken Ball y Tekken Force son simplemente geniales. Hay una muy buena razón por la que a menudo se lo cita como uno de los mejores juegos de los 90, si no todo el tiempo". También denominaron a Tekken 3 como el "5to clásico de PS1 que merece una nueva versión", con comentarios "Si los fanáticos de los videojuegos de lucha tuvieran la capacidad de elegir cualquier juego de lucha para ser remasterizados, no hay dudas de que Tekken 3 estaría en disputa, si no directamente en la lista."
Tekken 3 también ha sido incluido entre los mejores videojuegos de todos los tiempos por Electronic Gaming Monthly en el año 1997, por Game Informer en el año de 1999, de parte de Computer and Video Games en el año 2000, por GameFAQs en el 2005, y la revista Edge en el 2007. ArcadeSushi clasificó a Tekken 3 como el "20º mejor videojuego de Playstation", con comentando "Tekken 3 cambió todo. Los amigos se convirtieron en rivales amargos. Los rivales amargos se volvieron aún más amargos. Tekken 3 fue el juego que jugaste con tus amigos y ya no querían ser tus amigos". El mismo sitio también lo clasificó como el "17avo mejor juego de lucha", comentando: "Tekken 3 fue fácilmente uno de los mejores juegos de Tekken que se hayan creado. Antes de que la serie se obsesionara con los símbolos de la pared y los límites del terreno, simplemente tenía enormes arenas abiertas en 3D con moldes masivos que pueden o no haber incluido rapaces de boxeo". En el 2015, GamesRadar clasificó a Tekken 3 como el 59 ° "mejor juego de la historia", ya que "posee uno de los mejores sistemas de combate de todos los tiempos, la conocida fórmula de malabares de la serie se convirtió en una tormenta perfecta de tiros, golpes y suplex". En el 2017, Tekken 3 fue nombrado por TheRichest como uno de los "8 juegos clásicos de los años 90 que necesita ser rehecho (en el lugar número 7)".

### Ventas
Según el productor de la serie Tekken Katsuhiro Harada, Tekken 3 vendió más de 8,3 millones de copias durante su lanzamiento inicial en la PlayStation original. Lo que lo convierte en el segundo juego de lucha más vendido de todos los tiempos, solo superado por Super Smash Bros. Brawl.